# Вакунайка
Вакуна́йка — река в Восточной Сибири, правый приток Чоны (бассейн Лены). Длина реки — около 362 км. Площадь водосборного бассейна — 10 100 км².
Течет по Среднесибирскому плоскогорью, протекает по территории Иркутской области и Якутии (правый берег нижнего течения), относится к бассейну Лены. Питание в основном снеговое и дождевое. Приток справа — Кильлемтине.
По данным государственного водного реестра России относится к Ленскому бассейновому округу.